# László Fidel
László Fidel (Vác, 29 de junio de 1965) es un deportista húngaro que compitió en piragüismo en la modalidad de aguas tranquilas.
Participó en los Juegos Olímpicos de Barcelona 1992, obteniendo una medalla de plata en la prueba de K4 1000 m. Ganó seis medallas en el Campeonato Mundial de Piragüismo entre los años 1986 y 1991.

## Palmarés internacional
| Juegos Olímpicos   | Juegos Olímpicos   | Juegos Olímpicos | Juegos Olímpicos |
| Año                | Lugar              | Medalla          | Evento           |
| ------------------ | ------------------ | ---------------- | ---------------- |
| 1992               | Barcelona (España) | Medalla de plata | K4 1000 m        |
| Campeonato Mundial |                    |                  |                  |
| Año                | Lugar              | Medalla          | Evento           |
| 1986               | Montreal (Canadá)  | Medalla de oro   | K4 1000 m        |
| 1987               | Duisburgo (RFA)    | Medalla de oro   | K2 500 m         |
| 1987               | Duisburgo (RFA)    | Medalla de oro   | K4 1000 m        |
| 1990               | Poznań (Polonia)   | Medalla de oro   | K4 1000 m        |
| 1991               | París (Francia)    | Medalla de plata | K4 500 m         |
| 1991               | París (Francia)    | Medalla de oro   | K4 1000 m        |